# Groß Raden

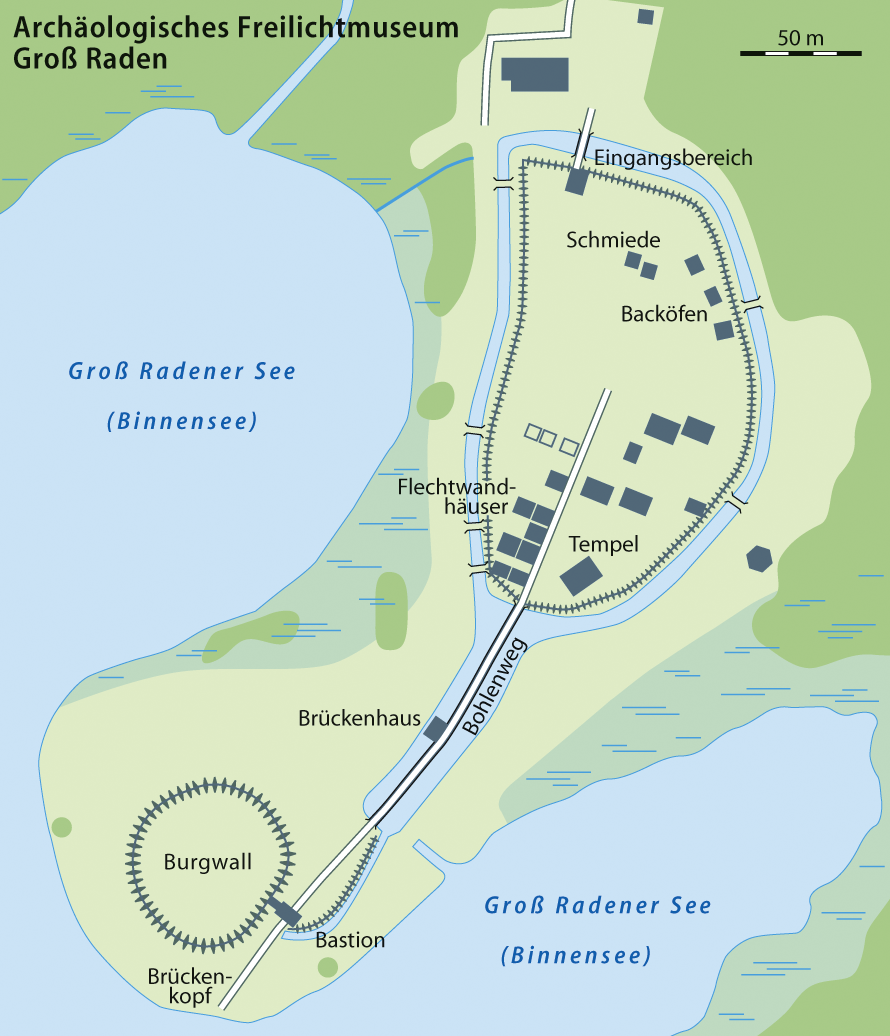
Plan osady

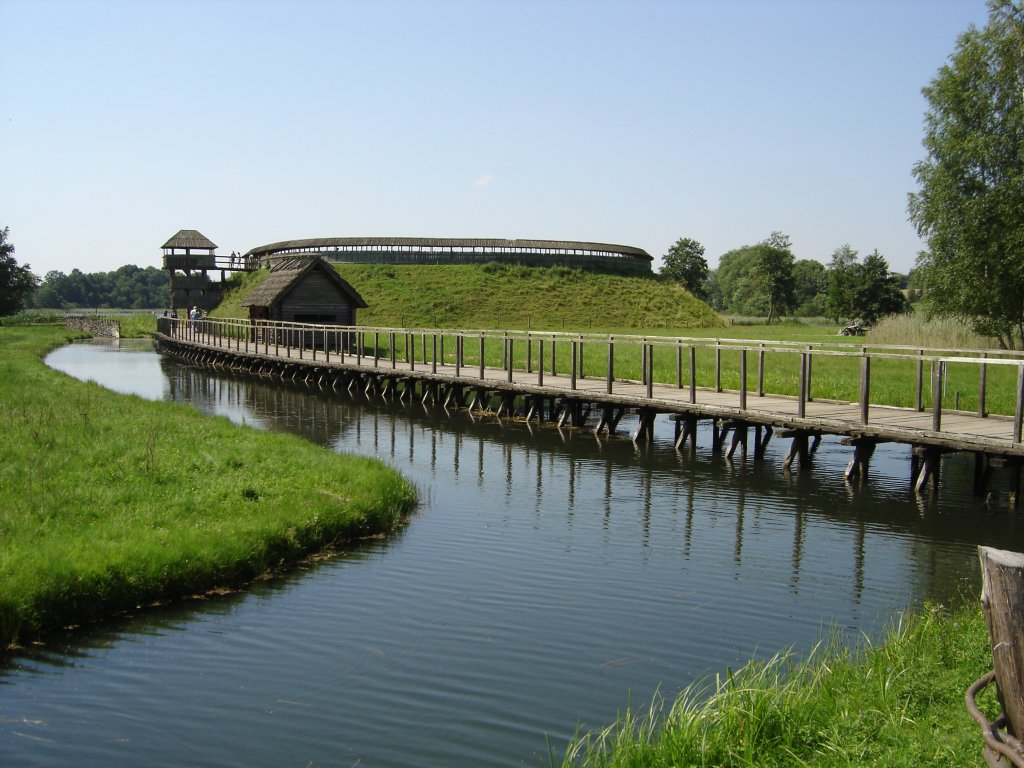
Rekonstrukcja grodu

Groß Raden – gród Słowian zachodnich z IX-X wieku n.e. odkryty w NRD przez profesora Ewalda Schuldta w latach 1973-1980. Leży w Meklemburgii na półwyspie jeziora Binnensee, obok małego miasta Sternberg, na terenach zamieszkiwanych dawniej przez słowiańskie plemię Warnów.
Na kompleks składa się gród o średnicy około 75 metrów i duża osada przygrodowa. Na terenie osady znajdowała się czworokątna świątynia słowiańska (kącina) o wymiarach 7×11 metrów i podwójnych ścianach.

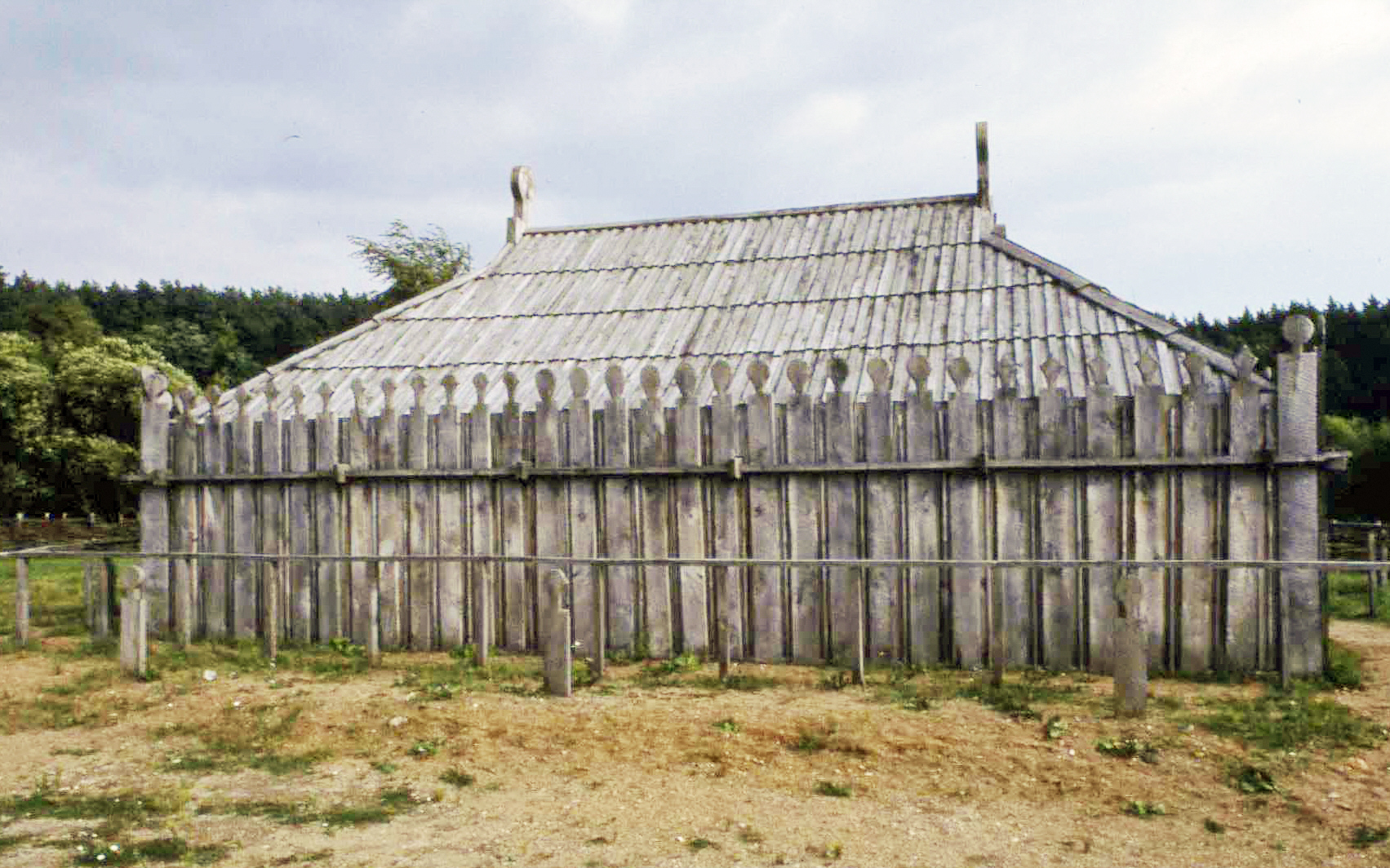
Rekonstrukcja słowiańskiej kąciny

Powstanie osady datuje się na przełom IX i X wieku. Istniała do początku XI wieku, kiedy to została zniszczona w wyniku pożaru, a jej mieszkańcy przenieśli się do nowej osady zbudowanej kilkadziesiąt metrów na północny zachód od Gross Raden.
Przypuszcza się, że może to być nawet sławna Radogoszcz. Obecnie dzięki całkowitej rekonstrukcji pełni rolę archeologicznego skansenu, stanowiąc jedną z ciekawszych atrakcji turystycznych Meklemburgii.